# 崔惠童
崔惠童（?—?），博州（今山东聊城）人，出自清河崔氏的清河大房，唐朝官员，唐玄宗的驸马。
崔惠童是右骁卫将军、冀州刺史崔庭玉之子，崔惠童娶唐玄宗之女晋国公主，为驸马都尉。天宝十一载（752年），安禄山、哥舒翰、安思顺到长安朝见，唐玄宗让高力士在京城东驸马池亭宴会。崔惠童官至银青光禄大夫、卫尉卿。杜甫有《崔驸马山亭宴集》，钱谦益注：“山亭，即京城东驸马崔惠童山池也。”《全唐诗》卷二五八存崔惠童诗一首《宴城东庄》：“一月主人笑几回，相逢相识且衔杯。眼看春色如流水，今日残花昨日开。”